# Arocutín
Arocutín o Arócutin es una localidad mexicana situada en el municipio de Erongarícuaro en el estado de Michoacán. 

## Toponimia
La palabra Arocutín proviene del purépecha y significa "ladera".

## Población
Posee una población de 698 habitantes.

## Geografía
Arocutín está a 2,094 metros de altitud.